# Belle-Anse
Belle-Anse (em crioulo haitiano: Bèlans) é uma comuna do Haiti, situada no departamento do Sudeste e no arrondissement de Belle-Anse. De acordo com o censo de 2003, sua população total é de 51.707 habitantes.